# Премия Роберта Уилсона
Премия Роберта Уилсона (англ. Robert R. Wilson Prize) — ежегодная премия Американского физического общества, вручаемая за выдающиеся достижения в физике ускорителей заряженных частиц. Учреждена в память о Роберте Уилсоне, основателе и первом директоре национальной лаборатории Фермилаб. Денежная часть премии составляет $10 000 (до 2019 года — $7500).

## Лауреаты
| Год  | Фото | Лауреат                                         | Обоснование награды |
| ---- | ---- | ----------------------------------------------- | --- |
| 1987 |      | Эрнест Курант                                   | За ключевую роль в изобретении принципа жёсткой фокусировки, и за пионерские работы по динамике частиц. Это изобретение и дальнейшее развитие ускорителей позволило изучить элементарные составляющие материи на ядерном и субъядерном уровне, что привело к новому пониманию физики элементарных частиц. Также это привело к применению ускорителей во многих областях науки и техники, например как источников синхротронного излучения. |
| 1988 |      | Дональд Керст                                   | За множественный вклад в физику ускорителей, включая развитие бетатронов (1940); плодотворную работу (совместно с Derber) по динамике частиц в циклических ускорителях (1941); лидерство в проектировании и создании серии установок в Иллинойсском университете (до 1950); и работа директором Midwestern Universities Research Association (1953-1957) откуда вышло много самых важных идей ускорительной физики 1950-х. |
| 1989 |      | Элвин Толлеструп, Мартин Уилсон                 | За выдающиеся достижения в базовом понимании механических и термодинамических свойств сверхпроводников, и за разработку методов их применения и контроля качества при использовании в больших импульсных сильнополевых магнитах. Это важное достижение открыло путь к сооружению экономичных ускорителей высоких энергий, таких как Тэватрон в лаборатории им. Ферми и других. |
| 1990 |      | Kjell Johnsen                                   | За плодотворный вклад в физику, конструкцию, сооружение и функционирование в ЦЕРН протонного коллайдера ISR. Этот исключительно успешный и первый адронный коллайдер высокой энергии лёг в основу ещё больших машин такого типа, работающих сегодня или проектируемых, открывая новые горизонты в физике частиц. |
| 1991 |      | John Reginald Richardson                        | За незаурядный вклад в развитие циклотронов. В частности, первая экспериментальная демонстрация принципа автофазировки, первый синхроциклотрон, и первый циклотрон с секторной фокусировкой. Эта работа лежит в основе множества циклотронов, которые оказали и продолжают оказывать важнейшее влияние на ядерную физику, физику твёрдого тела, химию, и медицину. |
| 1992 |      | Рольф Видероэ                                   | За множественный вклад в физику и технику ускорителей, начиная с 1920-х годов, включая развитие бетатронов, линейного резонансного ускорения, и позже ускорения в синхротронах. Впуск и выпуск в циклических машинах и концепция сталкивающихся пучков. Развитие резонансных линейных ускорителей стало фундаментальным шагом к современным ускорителям, от линаков до накопителей. |
| 1993 |      | Джон Блюитт                                     | За множественный вклад в физику и технику ускорителей, начиная с 1930-х годов. Этот вклад включает экспериментальное подтверждение и первое непрямое наблюдение синхротронного излучения, первое применение принципов жёсткой фокусировки к линейным ускорителям, и многочисленные идеи в проектировании и сооружении ускорителей и накопителей. |
| 1994 |      | Gustav-Adolf Voss, Томас Коллинз                | За плодотворный вклад в принципы проектирования оптики накопителей, что привело к развитию схем промежутков встречи с высокой светимостью. Идея простого способа внедрения прямого промежутка в периодическую фокусирующую структуру впервые была предложена на накопителе CEA вскоре после изобретения принципа знакопеременной фокусировки. Этот важный шаг был продолжен схемой с малой бетой для получения высокой светимости. Результатом этих идей стало развитие принципов промежутков встречи в современных циклических коллайдеров.                                                                                                |
| 1995 |      | Рафаэль Литтауэр                                | За вклад в технику ускорителей, в особенности за новую концепцию и реализацию механизма, приведшего к многократному росту светимости в одноколечных установках со встречными пучками благодаря разведению их орбит в многосгустковом режиме. Эта работа позволила CESR достичь рекордной светимости для электрон-позитронных коллайдеров; с таким же успехом идея применялась на других коллайдерах по всему миру. |
| 1996 |      | Albert Josef Hofmann                            | За многочисленные методические экспериментальные работы для объяснения коллективных эффектов в ускорителях и накопителях; в особенности за экспериментальное измерение импедансов и за методы подавления неустойчивостей, ограничивающих интенсивность пучков. Теоретические предсказания и экспериментальные инновации прямо привели к повышению интенсивности во многих циклических ускорителях и накопителях как для физики элементарных частиц, так и для генерации синхротронного излучения. Великолепный учитель и наставник, щедро делящийся своими знаниями и проницательностью с другими, особенно молодыми физиками и инженерами. |
| 1997 |      | Эндрю Сесслер                                   | За широкий спектр теоретических и принципиальных продвижений в динамике пучков частиц, приведших к важным изменениям в ускорителях; за вклад в области синхротронов, включая неустойчивость отрицательной массы и неустойчивость стенки конечной проводимости, и лазеры на свободных электронах; за концепцию ускорителя с двумя пучками; за формирование самого языка в области динамики частиц; за вдохновение и ведущую роль для нескольких поколений физиков-ускорительщиков. |
| 1998 |      | Мэтью Сэндс                                     | За большой вклад в физику ускорителей и развитие электрон-позитронных и протонных коллайдеров, и за важную роль учителя и образца для подражания для многих поколений учёных. |
| 1999 |      | Роберт Пальмер                                  | За множественный и разнообразный вклад и нововведения в технику ускорителей и детекторов, включая сверхпроводящие магниты, продольное стохастическое охлаждение, пузырьковые камеры и нейтринные каналы, краб-кроссинг в лептонных коллайдерах, лазерное ускорение, и за лидерство в концептуальном проекте мюонного коллайдера. |
| 2000 |      | Мори Тигнер                                     | За значительный вклад в ускорительной физике как изобретателю, проектировщику, строителю и руководителю, включая пионерские работы по созданию сверхпроводящих ВЧ-систем, вдохновляющее и интеллектуальное лидерство при создании CESR, и лидерство в основной группе проектирования SSC. |
| 2001 |      | Claudio Pellegrini                              | За пионерские работы по анализу неустойчивостей в электронных накопителях, и за основополагающие и всесторонние исследования по теории лазеров на свободных электронах. |
| 2002 |      | Александр Скринский                             | За основной вклад в изобретение и развитие электронного охлаждения, и за вклад в физику электрон-позитронных коллайдеров в Институте им. Будкера. |
| 2003 |      | Helen T. Edwards                                | За центральную роль и определяющий вклад в проектирование, создание, запуск и работу Тэватрона, и за множественный вклад в развитие сверхпроводящих высокоградиентных линейных ускорителей, а также ярких и интенсивных источников электронов. |
| 2004 |      | Джон Симан, Кацунобу Оиде                       | За техническое руководство и прямой вклад в развитие B-фабрик высокой светимости в KEK и SLAC. Эти машины установили новые рекорды светимости в накопителях со встречными пучками. |
| 2005 |      | Keith Symon                                     | За основополагающий вклад в физику ускорителей, включая принцип FFAG, и за изобретение техники манипуляции в продольном фазовом пространстве, что критически важно для успешной работы ISR и последующих адронных коллайдеров. |
| 2006 |      | Глен Ламбертсон                                 | За основополагающий вклад в физику и технику ускорителей, особенно в области электродинамического взаимодействия пучка с окружением, включая развитие систем обратной связи, столь важных для работы лептонных и адронных коллайдеров высокой светимости. |
| 2007 |      | Ли Тенг                                         | За изобретение резонансного вывода пучка и пересечения критической энергии, технологий, критических для адронных синхротронов и накопителей, за развитие теории матричного формализма в физике пучков, и за лидерство в создании установки для протонной терапии. |
| 2008 |      | Лин Эванс                                       | За многолетние инновации и лидерство в протон-антипротонном коллайдере SPS, приведшие в итоге к созданию и запуску LHC. |
| 2009 |      | Satoshi Ozaki                                   | За выдающийся вклад в проектирование и создание ускорителей, что привело к реализации проектов крупнейших машин на двух континентах, и за продвижение международного сотрудничества. |
| 2010 |      | John Peoples                                    | За определяющие и настойчивые усилия по превращению Тэватрона в выдающийся ускоритель для физики высоких энергий на протяжении двух прошедших десятилетий. |
| 2011 |      | Ярослав Дербенёв                                | За широкий и плодотворный вклад и инновации в физику пучков заряженных частиц, включая теорию и управление поляризацией с помощью "Сибирских змеек", электронное и ионизационное охлаждения, преобразование пучка из-круглого-в-плоский, ЛСЭ и электрон-ионные коллайдеры. |
| 2012 |      | Джон Мэйди                                      | За изобретение и первую экспериментальную демонстрацию лазера на свободных электронах, и за важный вклад в его концептуальную разработку. |
| 2013 |      | John Galayda                                    | За лидерство и выдающийся пионерский вклад в развитие, создание и запуск LCLS, первого рентгеновского ЛСЭ, с длиной волны 0.15 нм, а также за вклад в APS и NSLS. |
| 2014 |      | Kwang-Je Kim                                    | За пионерские работы по теории синхротронного излучения и лазеров на свободных электронах, лёгших в основу создания источников рентгеновского изучения 3-го и 4-го поколений. |
| 2015 |      | Hasan Padamsee                                  | За лидерство и признанные по всему миру пионерские исследования в области сверхпроводящих ВЧ-систем, материаловедения и технологий, значительно расширивших возможности ускорителей заряженных частиц. |
| 2016 |      | Василий Пархомчук                               | За решающий вклад в обоснование принципа электронного охлаждения, за определяющий вклад в экспериментальное и теоретическое развитие электронного охлаждения и за достижение запланированных параметров электронных охладителей для ускорителей в научных лабораториях по всему миру |
| 2017 |      | Антон Пивинский, Джеймс Бьёркен, Секази Мтингва | За подробное теоретическое описание внутрисгусткового рассеяния, что в конечном счёте привело к важным открытиям в широком спектре дисциплин для разнообразных ускорителей, включая адронные коллайдеры, затухательные кольца для линейных коллайдеров, источники СИ с малым эмиттансом. |
| 2018 |      | Александр Чао                                   | За глубокий, фундаментальный вклад в широком спектре физики ускорителей, включая поляризацию, эффекты встречи, нелинейную динамику и коллективные эффекты, за неустанное лидерство в своей области, и за вдохновение и обучение поколений физиков-ускорительщиков. |
| 2019 |      | Toshiki Tajima                                  | За изобретение и первую реализацию лазерного кильватерного ускорения, которое открывает путь к созданию компактных ускорителей для сверхбыстрого радиолиза, ярких источников рентгеновского излучения, радиотерапии, плазменного поглотителя пучка и ускорения до высоких энергий в космосе. |
| 2020 |      | Bruce Carlsten                                  | За изобретение и применение метода компенсации обусловленного пространственным зарядом роста эмиттанса в фотопушках, что позволило создавать рентгеновские лазеры на свободных электронах с высокой яркостью, такие как LCLS. |
| 2021 |      | Юрий Орлов                                      | За пионерские работы в области физики ускорителей, включая независимый вывод теоремы о сумме декрементов затухания; первичный вклад в эксперимент по измерению аномального магнитного момента мюона; глубокое понимание пучковой и спиновой динамики; многочисленные уникальные и плодотворные идеи, как практические, так и пророческие; а также за олицетворение духа свободной науки. |
| 2022 |      | Билл Фостер, Stephen D. Holmes                  | За лидерство в создании ускорительного комплекса в лаборатории Фермилаб, обеспечившее успех программы Теватрона обогатившей физику нейтрино и прецизионные эксперименты. |
| 2023 |      | Alexander J. Dragt                              | За пионерские работы по развитию и применению преобразований Ли в физике ускорителей для изучения нелинейной динамики частиц. |
| 2024 |      | Kaoru Yokoya                                    | За плодотворный вклад в теорию и контроль поляризованных пучков, эффектов встречи в линейных и кольцевых коллайдерах, схемы краб-кроссинга, когерентных эффектов встречи в кольцевых коллайдерах и неустойчивостей сгруппированных пучков. |
| 2025 |      | Александр Жоленц                                | За важный вклад в развитие ускорителей и источников СИ, включая методики сверхбыстрого рентгеновского облучения и методы охлаждения пучков. |